# Ptychamalia simplex
Ptychamalia simplex är en fjärilsart som beskrevs av W. Warren 1901. Ptychamalia simplex ingår i släktet Ptychamalia och familjen mätare. Inga underarter finns listade.